# تام اسموترس
تام اسموترس (به انگلیسی: Tom Smothers) (۲ فوریهٔ ۱۹۳۷ – ۲۶ دسامبر ۲۰۲۳) بازیگر و موسیقی‌دان آمریکایی بود. وی برادر دیک اسموترس بود.
از فیلم‌هایی که وی در آنها نقش داشته‌است، می‌توان به فیلم اطلاع‌رسانی! اشاره کرد.

## درگذشت
در سال ۲۰۲۳، اسماترز اعلام کرد که در مرحله دوم سرطان ریه قرار دارد. او بر اثر این بیماری در خانه خود در سانتا روزا، کالیفرنیا، در ۲۶ دسامبر ۲۰۲۳ در سن ۸۶ سالگی درگذشت.